# Vera Krasova
Vera Viktorovna Krasova (in russo Вера Викторовна Красова?; Mosca, 11 dicembre 1987) è una modella russa, seconda classificata al concorso Miss Russia il 14 dicembre 2008, in rappresentanza della capitale Mosca, dietro soltanto alla vincitrice, Ksenija Suchinova..
Tuttavia Vera Krasova ottenne il titolo di Miss Universo Russia che le permise di partecipare a Miss Universo 2008, che si tenne a Nha Trang, in Vietnam. Vera Krasova rappresentava la Russia nel prestigioso concorso che si tenne il 4 luglio 2008, e dove riuscì ad ottenere la quarta posizione. Si trattava della prima volta che la Russia riusciva ad entrare nella rosa delle cinque finaliste, dai tempi di Oksana Fëdorova che vinse il concorso nel 2002.